# Kazuo Takahashi
Kazuo Takahashi (Ichikawa, Chiba; 13 de marzo de 1969) es un artista marcial mixto y luchador profesional japonés, más conocido por su nombre artístico Yoshiki Takahashi. Uno de los miembros fundadores de Pancrase, Takahashi ha sido una de sus figuras más reconocibles, teniendo en su haber un campeonato peso pesado y numerosos combates de altura ante nombres como Masakatsu Funaki, Bas Rutten, Ken Shamrock e Igor Vovchanchyn. Kazuo destaca por su dureza y voluntad de ganar, habiendo dado memorables finales cruentos a muchas de sus luchas por su disposición a ignorar lesiones graves y perseguir KOs contundentes.

## Carrera
Durante su estancia en la prestigiosa escuela secundaria Yachiyo Shoin, Kazuo fue un activo miembro del club de lucha libre junto con su compañero y sempai Kazuyuki Fujita, y más tarde, en la universidad de Nihon, desempeñó las tareas de capitán del equipo. Ganador del festival nacional de deportes en categoría de lucha amateur, titulista internacional y cinturón negro en karate, el paso de Kazuo a las artes marciales mixtas era natural. Su primer destino fue la compañía de lucha libre profesional Pro Wrestling Fujiwara Gumi en 1991, aprendiendo shoot wrestling bajo el legendario Yoshiaki Fujiwara.

### Pro Wrestling Fujiwara Gumi (1991-1992)
Durante el año de 1991, Kazuo compitió en la parte baja del personal de PWFG, debutando contra Minoru Suzuki y bajo el nuevo nombre de Yoshiki Takahashi (高橋 義生). Sin embargo, su punto de ruptura llegaría en el evento Stack of Arms de 1992: en él, Takahashi y su compañero Wayne Shamrock fueron estipulados a enfrentarse a los practicantes de muay thai Superman Sattasaba y Don Nakaya Nielsen en sendas luchas reales de MMA. Gracias a su maestría en el shoot-style, los miembros de PWFG ganaron rápidamente, con Takahashi sometiendo a Sattasaba en menos de tres minutos con un scarf hold o kesa-gatame. Esto convenció a Suzuki y a Masakatsu Funaki de que debían dedicarse enteramente a las MMA, por lo que ambos dejaron PWFG acompañados de varios otros aprendices, entre ellos Takahashi y Wayne, para fundar la compañía Pancrase.

### Pancrase (1993-2005)
En el primer evento de Pancrase, Takahashi se enfrentó a otro múltiple campeón de lucha amateur como él mismo, George Weingeroff. Conociendo los problemas de visión de George y prefiriendo golpear sobre utilizar llaveo como el resto de japoneses del evento, Yoshiki utilizó la patada alta y noqueó a Weingeroff en dos ocasiones, la segunda de ellas brindándole la victoria. Solamente unas semanas después, Takahashi tuvo su segunda lucha de Pancrase contra Ken Shamrock, antes conocido como Wayne, en la que el artista marcial nipón se perfiló como un contendiente tenaz. En el transcurso del combate contra el físicamente superior Shamrock, Takahashi sufrió una fractura en la mandíbula por un palmazo y múltiples lesiones en la pierna a causa de un heel hook, pero el estoico luchador continuó con la contienda como si nada hubiera ocurrido. Al final, Yoshiki cayó en otro heel hook, y ante la presión cada vez mayor de Ken, se vio obligado a rendirse por fin. Yoshiki fue sacado a pulso por el personal del ring después de ello.
La carrera de Takahashi en las artes marciales mixtas tendría que sufrir un parón en su segundo año. Durante su combate contra Bas Rutten en mayo, Yoshiki de nuevo cayó en un heel hook de su oponente, y esta vez sufrió una fractura total y abierta como consecuencia de la llave. Lejos de rendirse, Takahashi se puso en pie y siguió combatiendo hasta que, al lanzar una patada con la pierna dañada, su tibia y su peroné se rompieron por completo. Su pantorrilla no llegó a doblarse gracias a la bota alta que llevaba, pero la gravísima lesión fue demasiado y Takahashi tuvo que abandonar. Un año y medio transcurrieron hasta que Yoshiki pudo luchar de nuevo.
En 1997, Takahashi tuvo su debut para Ultimate Fighting Championship en el torneo del evento UFC 12, ante el especialista en jiu-jitsu brasileño Wallid Ismail, un oponente similarmente famoso por su dureza. Sin embargo, lo que siguió resultó ser una refriega chapucera y brutal, a causa no sólo de la libertad de las reglas del evento en contraste con las de Pancrase, sino a que Takahashi no había sido debidamente informado de ellas, mientras que Wallid las ignoraba deliberadamente. Así, los contendientes se agarraron a la pared de la jaula a pesar de las constantes protestas del árbitro John McCarthy, y llegaron también a asirse de la ropa. Dominando la lucha, Yoshiki logró incapacitar a Wallid de un puñetazo, pero entonces dejó de atacar y permaneció a la espera creyendo que habría una cuenta de 10 como en Pancrase; luego lanzó varias patadas estando Ismail en la lona, pero se daba el caso que esta era una táctica que Takahashi no podía usar debido a sus zapatos de lucha, de modo que la confusión le impidió de nuevo rematar a Ismail. Más tarde, Wallid le metió el dedo en el ojo y Takahashi pidió una pausa en el combate, otro elemento que no estaba contemplado en UFC y que evidentemente se le negó. Además, Yoshiki desconocía la duración de las rondas, teniendo que ser avisado por el personal de que la primera había terminado. Sin embargo, el momento más insólito de la noche llegó después: habiendo sido advertido de que los golpes bajos eran legales, y cansado del juego sucio de su oponente, Takahashi metió la mano en el calzón de Ismail y le arrancó la coquilla protectora antes de empezar a asestarle golpes en la entrepierna, a lo que Wallid respondió atacándole a los ojos de nuevo. Al final de todo, los jueces dieron la victoria por decisión a Takahashi, ya que Ismail no había logrado montar ofensiva alguna, mientras que Yoshiki había controlado todas las rondas con multitud de golpes, derribos y cabezazos contra la guardia. Se esperaba que el japonés avanzara en el torneo, pero tuvo que retirarse por una lesión de muñeca, y fui sustituido por Nick Sanzo.
En septiembre de 2001, Takahashi participó en un torneo inaugural para el campeonato de Pancrase de peso pesado. Su lucha en las preliminares fue rápida, sometiendo a Hiroya Takada por guillotine choke en pocos segundos, pero sería en la segunda ronda cuando Takahashi volvería a tener un momento similar al de UFC 12 ante la leyenda brasileña Marcelo Tigre. Éste era famoso por sus actuaciones antideportivas, y en su combate preliminar había noqueado a Tim Lajcik tras lo que se acusó de ser un golpe bajo. Talmente, durante su lucha con Yoshiki, Tigre fue amonestado por otro golpe bajo, y no satisfecho con ello, intentó atacar a los ojos de Takahashi en tres ocasiones diferentes. En la más llamativa de ellas, después de que Tigre intentara aplicar un rear naked choke sin éxito debido a la defensa del japonés, el de Brasil empezó a meterle los dedos en el ojo, atrayendo una rápida descalificación de parte del árbitro. Masami Ozaki y Soichi Hiroto, respectivamente presidente y árbitro jefe de Pancrase, informaron de que Tigre tendría prohibido volver a luchar en Pancrase por sus acciones. Por su parte, con poco tiempo para recuperarse de la lesión ocular, Takahashi avanzó a la tercera ronda, donde derrotó a Katsuhisa Fujii mediante rápidos puñetazos, ganando el torneo y el campeonato.

## Campeonatos y logros
- Pancrase
  - Pancrase Heavyweight Championship (1 vez, primera)
  - Pancrase Heavyweight Tournament (2000)